# V. C. Andrews
Cleo Virginia Andrews, mais conhecida como V. C. Andrews ou como Virginia C. Andrews (Portsmouth, 6 de junho de 1923 – Virginia Beach, 19 de dezembro de 1986) foi uma escritora norte-americana.
Os romances de Andrews combinam horror gótico e saga familiar, girando em torno de segredos de família e amor proibido (frequentemente envolvendo temas de eventos horríveis e, às vezes, incluindo uma história da pobreza à riqueza). Seu romance mais conhecido é o best-seller Flowers in the Attic (1979), um conto de quatro crianças contrabandeadas para o sótão de sua rica avó piedosa, e mantidas prisioneiras lá por sua mãe.
Seus romances fizeram sucesso o suficiente para que, após a morte de Andrews, seu espólio contratou um escritor fantasma, Andrew Neiderman, para continuar a escrever romances a serem publicados em seu nome.

## Biografia
Andrews nasceu em Portsmouth, na Virginia, em 1923. Era a filha mais nova e a única menina de Lillian Lilnora, telefonista, e de William Henry Andrews, fabricante de ferramentas e matrizes. Seus dois irmãos mais velhos eram William Jr. e Eugene. A família lutou para sobreviver com a renda de William da Marinha e antes do irmão mais novo de Andrews  nascer, eles moravam na casa de quatro quartos dos pais de Lillian, junto com seus cinco irmãos.
Quando era adolescente, Andrews sofreu uma queda de uma escada da escola, resultando em graves lesões nas costas. A cirurgia subsequente para corrigir esses ferimentos resultou no sofrimento de Andrews com uma artrite incapacitante que exigiu que ela usasse muletas e uma cadeira de rodas durante grande parte de sua vida.
No entanto, sempre se mostrando promissora como artista, ela conseguiu concluir um curso por correspondência de quatro anos em sua casa e logo se tornou uma artista comercial, ilustradora e retratista de sucesso, usando suas comissões de arte para sustentar a família após a morte de seu pai em 1957.
Foi bem depois, já na maturidade, que Andrews começou a escrever. Seu primeiro livro, Gods of Green Mountain, era uma ficção científica que permaneceu inédita durante sua vida, mas foi publicada em ebook em 2004. Em 1975, ela escreveu seu livro mais famoso, Flowers in the Attic. O romance, publicado em 1979, foi um sucesso instantâneo, chegando ao topo das listas de mais vendidos em apenas duas semanas. Todos os anos, até sua morte, Andrews publicou um novo romance, cada publicação aumentando seu público leitor.

## Morte
Andrews morreu de câncer de mama em 19 de dezembro de 1986, aos 63 anos, em Virginia Beach, na Virgínia.

## Romances

### A Saga dos Foxworth
Seu principal trabalho é a Saga dos Foxworth (Dollanganger Series) que fala do incesto de tio e sobrinha, que tem 4 filhos e seus filhos se tornam amantes. A série se divide em 5 títulos:
- 1979 - Jardim dos Esquecidos (Flowers in the Attic)
- 1980 - Pétalas ao Vento (Petals on the Wind)
- 1981 - Os Espinhos do Mal (If There Be Thorns)
- 1984 - Sementes do Passado (Seeds of Yesterday)
- 1986 - Jardim de Sombras (Garden of Shadows)

### Saga da Família Casteel
- 1985 - Heaven
- 1986 - Dark Angel
- 1988 - Fallen Hearts
- 1989 - Gates of Paradise
- 1990 - Web of Dreams

### Série Audrina
- 1982 - My Sweet Audrina
- 1982 - Whitefern